# Chorvatská liga ledního hokeje 2013/2014
Chorvatská liga ledního hokeje 2013/14 byla dvacátátřetí sezóna Chorvatské hokejové ligy v Chorvatsku, které se zúčastnily 4 týmy. Týmy po skončení základní části postoupily do playoff. Ze soutěže se nesestupovalo.

## Systém soutěže
V základní části každé družstvo odehrálo 18 zápasů (3x venku a 3x doma). Všechny týmy po skončení základní části postoupily do playoff. Semifinále se hrálo na 2 vítězné utkání, finále na 3 vítězná utkání.

## Základní část
| Vysvětlivka            |
| ---------------------- |
| Postupující do playoff |

| Poř. | Tým                | Z  | V  | VP | PP | P  | VG  | OG  | B  |
| ---- | ------------------ | -- | -- | -- | -- | -- | --- | --- | -- |
| 1.   | KHL Mladost Zagreb | 18 | 15 | 1  | 0  | 2  | 204 | 61  | 47 |
| 2.   | KHL Zagreb         | 18 | 11 | 2  | 0  | 5  | 150 | 81  | 37 |
| 3.   | KHL Medveščak II   | 18 | 6  | 0  | 3  | 9  | 124 | 87  | 21 |
| 4.   | KHL Sisak          | 18 | 1  | 0  | 0  | 17 | 52  | 301 | 3  |

## Playoff

### Pavouk
|  | Semifinále | Semifinále         | Semifinále |  |  | Finále | Finále             | Finále |
|  |            |                    |            |  |  |        |                    |        |
|  | 1          | KHL Mladost Zagreb | 2          |  |  |        |                    |        |
|  | 4          | KHL Sisak          | 0          |  |  |        |                    |        |
|  |            |                    |            |  |  | 1      | KHL Mladost Zagreb | 0      |
|  |            |                    |            |  |  | 3      | KHL Medveščak II   | 3      |
|  | 2          | KHL Zagreb         | 0          |  |  |        |                    |        |
|  | 3          | KHL Medveščak II   | 2          |  |  |        |                    |        |

### Semifinále
- KHL Mladost Zagreb – KHL Sisak 2:0 (18:2,21:0)
- KHL Zagreb – KHL Medveščak II 0:2 (3:6,6:13)

### Finále
- KHL Mladost Zagreb – KHL Medveščak II 0:3 (2:7,7:8pp,0:11)